# Válečný zločin

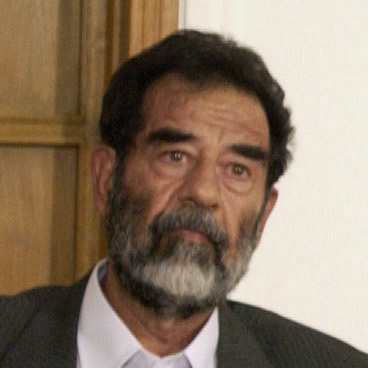
Irácký prezident Saddám Husajn byl za genocidu, vraždu a týrání civilistů odsouzen a popraven.

Válečný zločin je provinění proti válečnému právu postižitelné podle mezinárodního trestního práva. Prakticky každé provinění proti válečnému právu v mezinárodním konfliktu je válečným zločinem, naproti tomu v případě vnitrostátního konfliktu (např. občanská válka) definici válečného zločinu naplňovat nemusí. Hlavními typy válečných zločinů jsou přečiny proti válečnému a mezinárodnímu právu ohledně zacházení se zajatci a podrobenými civilisty (mučení, genocida…), způsobu vedení bojů (např. použití zakázaných zbraní, jako jsou nášlapné miny) a zločiny proti míru (např. příprava útočné války).
Od roku 2002 existuje v Haagu Mezinárodní trestní soud (ICC), který má právo soudit pachatele válečných zločinů, které byly spáchány po datu jeho založení. Jeho působnost však není celosvětová, protože řada států proti němu vyslovila výhrady a odmítla mu podřídit své občany (např. USA, Čína, Izrael…) V minulosti byly z popudu OSN zřizovány soudy pro trestání válečných zločinů spáchaných v konkrétních konfliktech (Norimberský tribunál, Tokijský tribunál, Mezinárodní trestní tribunál pro bývalou Jugoslávii, Mezinárodní trestní tribunál pro Rwandu).